# Parchlino
Parchlino [pronunciación en polaco: /parˈxlʲinɔ/] es un pueblo en el distrito administrativo de Gmina Barwice, dentro del condado de Szczecinek, Voivodato de Pomerania Occidental, en el noroeste de Polonia.Se encuentra aproximadamente 4 kilómetros al suroeste de Barwice, 26 kilómetros al oeste de Szczecinek y 119 kilómetros al este de la capital regional Szczecin.
Para conocer la historia de la región, véase también Historia de Pomerania.
El pueblo tiene una población de 130 habitantes.